# Silius
Silius – miejscowość i gmina we Włoszech, w regionie Sardynia, w prowincji Sud Sardynia.
Według danych na rok 2004 gminę zamieszkiwały 1384 osoby, 36,4 os./km². Graniczy z Ballao, Goni, San Basilio, San Nicolò Gerrei i Siurgus Donigala.